# Arțah
Arțah sau Republica Arțah (în armeană Արցախի Հանրապետություն), în trecut sub denumirea de Karabahul de Munte sau Republica Karabahul de Munte (în armeană Լեռնային Ղարաբաղի Հանրապետություն), a fost o republică autoproclamată, de facto independentă, aflată în Caucazul sudic, între Marea Neagră și Marea Caspică. 
Drept urmare a ocupării teritoriilor din vestul Republicii Azerbaidjan de către detașamentele de armeni, sprijinite de armata Armeniei, începând cu 1993 guvernul autoproclamat controla, pe lângă o mare parte din teritoriul fostei Regiuni Autonome Nagorno-Karabah, și districtele azere dintre aceasta și granița cu Armenia și Iran. În cursul Războiului din 2020 Azerbaidjanul a reocupat toate teritoriile care au fost colonizate preponderent de azeri până la primul război din Nagorno-Karabah (1991-1994).
Coridorul Lacin care leagă Arțahul de Armenia a fost blocat de Azerbaidjan în decembrie 2022. În septembrie 2023, Azerbaidjanul a lansat o altă ofensivă militară. Guvernul Republicii Arțah a fost de acord să se dezarmeze și să inițieze discuții cu Azerbaidjanul, determinând o fugă a etnicilor armeni din zonă. Președintele Arțahului a semnat ulterior un decret de dizolvare a tuturor instituțiilor republicii până la 1 ianuarie 2024, punând capăt existenței acesteia. La data de 1 octombrie 2023, aproape întreaga populație de etnie armeană din Nagorno-Karabah a fugit în Armenia.

## Istorie
Arțahul a fost a zecea provincie (nahang) a Regatului Armeniei din 189 î.Hr. C. până în anul 387 d.Hr. C. iar mai târziu parte a Albaniei Caucaziene din 387 până în secolul al VII-lea.
Arțahul a rămas parte din Albania Caucaziană pe tot parcursul stăpânirii persane, în timpul cuceririi musulmane a Persiei și după cucerirea musulmană a Armeniei. Sub arabi, cea mai mare parte a Caucazului de Sud și a Munților Armeni, inclusiv Iberia și Albania Caucaziană, au fost unificate într-un emirat numit Arminiya, sub care regiunea Arțah a continuat să rămână ca parte a Albaniei Caucaziene.
În ciuda faptului că se aflau sub stăpânire persană și arabă, multe dintre teritoriile armene, inclusiv Arțah, erau guvernate de nobilimea armeană. Albania Caucaziană a dispărut treptat ca entitate geopolitică, în timp ce populația sa a fost asimilată de grupurile etnice vecine cu care împărtășeau o cultură și o religie comună. Mulți creștini au devenit parte din compoziția etnică a armenilor care trăiau în Arțah.

### Regatul Medieval al Armeniei
Fragmentarea autorității arabe a oferit oportunitatea renașterii unui stat armean în Munții Armeni. O dinastie nobiliară în particular, cea a Bagratizilor, a început să anexeze teritorii de la alți nobili armeni, care, în a doua jumătate a secolului al IX-lea, a dat naștere unui nou regat armean, care includea Arțahul.
Noul regat nu a rămas unit mult timp, însă, din cauza conflictelor interne, a războaielor civile și a presiunilor externe. Armenia a fost adesea fragmentată între alte case nobile armenești, în special familiile Mamikonian și Siunia, dintre care cea din urmă avea să producă o ramură cunoscută sub numele de Khachen, numită după cetatea lor din Arțah. Dinastia Khachenilor a condus Regatul Arțah în secolul al XI-lea ca regat independent, sub protectoratul Regatului Bagratid al Armeniei. Sub Dinastia Khachenilor, regiunea numită istoric Arțah a devenit sinonimă cu numele „Khachen”.

### Turcii selgiucizi și mongolii (secolele XI-XVI)
În urma războaielor cu Imperiul Bizantin și odată cu sosirea turcilor selgiucizi în a doua jumătate a secolului al XI-lea, Regatul Armeniei s-a prăbușit, iar Arțah a devenit Principatul autonom Khachen, condus Dinastia Hasan-Jalalyan, în cadrul Regatului Georgiei pentru o scurtă perioadă de timp până când mongolii au cucerit regiunea. Deși armenii din Arțah nu au condus ținuturile ca entități pe deplin suverane, geografia muntoasă a locației le-a permis să mențină un statut semi-independent sau autonom, cum ar fi ținutul Timurid, Kara Koyunlu și Ak Koyunlu.
În acest timp, pământurile de la vest de râul Kura până pe versanții estici ai lanțului muntos Zangezur au devenit cunoscute sub numele de Karabakh, ținuturile Principatului Khachen corespunzând zonelor înalte. În perioada dominației mongole, un număr mare de armeni au părăsit ținuturile joase din Karabakh și au căutat refugiu în înălțimile muntoase ale regiunii.
Principatul Khachen a fost în cele din urmă împărțit între cinci prinți armeni, cunoscuți sub numele de meliki, care, în mod colectiv, au devenit cunoscuți ca Cele Cinci Melikate din Karabakh (numite și Khamsa, care înseamnă „cinci” în limba arabă).

### Persia Safavidă și Imperiul Rus
În secolul al XVI-lea, Karabakh a intrat sub stăpânire iraniană pentru prima dată în aproape un mileniu odată cu ascensiunea Imperiului Safavid, în cadrul căruia teritoriul modernului Arțah a devenit parte a provinciei Karabakh. Prinții armeni au continuat să conducă autonom peste munții Karabakh în această perioadă.
La mijlocul secolului al XVIII-lea, întregul Karabakh a devenit un hanat semi-independent numit Hanatul Karabakh, care a durat aproximativ 75 de ani. Imperiul Rus a avansat în regiune în 1805, a declarat Artsakh protectorat rus și l-a anexat oficial în 1813, conform Tratatului de la Gulistan. Prinții armeni și-au pierdut statutul de prinți (meliki) în 1822.

### Perioada sovietică
După destrămarea Imperiului Rus, armenii din Nagorno-Karabah au format o organizație politică nerecunoscută cunoscută sub numele de Consiliul Karabakh în 1918. Din cauza presiunii azero-britanice, Consiliul Karabakh din august 1919 a fost forțat să recunoască provizoriu autoritatea Azerbaidjanului în așteptarea Deciziei Conferinței de Pace de la Paris privind frontierele internaționale ale republicilor Transcaucaziei. Întrucât conferința de pace a fost neconcludentă în ceea ce privește Nagorno-Karabah, guvernatorul general azer al Karabakhului, Khosrov bey Sultanov, a emis un ultimatum armenilor din Karabakh la începutul anului 1920, stipulând acceptarea acestora pentru includerea permanentă în Azerbaidjan. Armenia a răspuns trimițând agenții săi pentru a organiza o rebeliune în Nagorno-Karabah împotriva stăpânirii azere - pregătirile subversive au culminat cu o revoltă eșuată care a dus la masacrul și strămutarea populației armene de la Șușa. Până în 1921, Nagorno-Karabah a fost în controlul autorităților sovietice, care au decis formarea Regiunii Autonome Nagorno-Karabah (NKAO) în cadrul Azerbaidjanului sovietic.
Bolșevicii au încercat să pună capăt rivalității de secole dintre Rusia și Turcia, iar în 1921, Iosif Stalin a transferat în mod oficial ținuturile muntoase populate de armeni din Karabakh în Azerbaidjanul sovietic pentru a încerca să liniștească Turcia, deși majoritatea Zangezurului a rămas în interiorul Armeniei sovietice. În decembrie 1920, sub presiunea sovietică, autoritățile centrale au emis o declarație conform căreia Karabakh, Zangezur și Nakhjivan au fost toate transferate sub controlul Armeniei sovietice. Stalin (pe atunci comisar pentru naționalități) a făcut publică decizia pe 2 decembrie, dar liderul azer Narimanov a negat ulterior transferul.
În aceste împrejurări, Republicile Sovietice Socialiste Armenia, Azerbaidjan și Georgia, sub RSS Transcaucaziană, au fost admise în Uniunea Sovietică la 30 decembrie 1922. Includerea Arțahului în Azerbaidjanul sovietic a provocat un scandal în rândul armenilor, ceea ce a dus la crearea a Oblastului autonom Nagorno-Karabah (NKAO) din Azerbaidjanul sovietic la 7 iulie 1923 (implementat în noiembrie 1924).
De-a lungul perioadei sovietice, armenii din regiunea autonomă Nagorno-Karabah au fost puternic discriminați. Autoritățile sovietice din Azerbaidjan au lucrat pentru a suprima cultura și identitatea armenească în Nagorno-Karabah, au făcut presiuni pe armeni să părăsească regiunea și i-au încurajat pe azeri din alte părți ale Azerbaidjanului sovietic să se stabilească în ea, deși armenii au rămas majoritari atunci când URSS s-a prăbușit. Predarea istoriei armeane în Nagorno-Karabah a fost interzisă. În 1965, când un grup de intelectuali armeni din Nagorno-Karabah a scris Kremlinului cerând să revizuiască statutul regiunii, au fost închiși, puși sub supraveghere sau forțați să părăsească Nagorno-Karabah. Toți și-au pierdut locul de muncă și au fost îndepărtați din Partidul Comunist.

### Dizolvarea URSS-ului; Primul război din Nagorno-Karabah
În perioada premergătoare dizolvării Uniunii Sovietice, conflictul Nagorno-Karabah a fost revitalizat. În 1987–88, în Nagorno-Karabah și Armenia sovietică a început o mișcare de masă care a cerut autorităților sovietice să transfere regiunea în Armenia, invocând legile de autodeterminare din constituția sovietică. Începând cu pogromul de la Sumgait din februarie 1988, conflictul a devenit din ce în ce mai violent, iar încercările Moscovei de a rezolva disputa au eșuat. În vara anului 1988, organele legislative ale Armeniei sovietice și NKAO au adoptat rezoluții care declarau unificarea Nagorno-Karabah cu Armenia, care au fost respinse de autoritățile azere și sovietice centrale.
Azerbaidjanul și-a declarat independența față de Uniunea Sovietică la 30 august 1991, iar Azerbaidjanul și-a atins oficial suveranitatea în urma unui referendum din 21 septembrie 1991. Ulterior, la 27 noiembrie 1991, parlamentul a revocat statutul de autonomie al regiunii Nagorno-Karabah, determinând liderii locali să solicite un referendum privind independența față de Azerbaidjan la 10 decembrie 1991. Rezultatul a făcut ca aproximativ 99% dintre etnicii armeni din regiunea Nagorno-Karabah au votat pentru separare. Artur Mkrtchyan a fost ales președinte al regiunii Nagorno-Karabah în urma alegerilor parlamentare din 28 decembrie 1991. La 2 ianuarie 1992, președintele Ayaz Mutallibov al Azerbaidjanului a plasat regiunea Nagorno-Karabah sub control prezidențial direct, iar Nagorno-Karabah și-a declarat oficial independența față de Azerbaidjan la 6 ianuarie 1992.
Declarația a fost respinsă de noul independent Azerbaidjan, ceea ce a dus la izbucnirea unui război pe scară largă cu Armenia și Nagorno-Karabah pe de o parte și Azerbaidjan pe de altă parte. Primul Război Nagorno-Karabah s-a încheiat cu o încetare a focului în mai 1994, forțele armene controlând practic întregul teritoriu al fostei Oblast Autonome Nagorno-Karabah, precum și majoritatea celor șapte districte adiacente ale Azerbaidjanului.  Potrivit UNHCR, conflictul a dus la peste 600.000 de persoane strămutate în interiorul Azerbaidjanului.
Azerbaidjanul declarat independența față de Uniunea Sovietică la 30 august 1991, iar Azerbaidjanul și-a atins oficial suveranitatea în urma unui referendum din 21 septembrie 1991. Ulterior, la 27 noiembrie 1991, parlamentul a revocat statutul de autonomie al regiunii Nagorno-Karabah, determinând liderii locali să solicite un referendum privind independența față de Azerbaidjan la 10 decembrie 1991. Rezultatul a făcut ca aproximativ 99% dintre etnicii armeni din regiunea Nagorno-Karabah au votat pentru separare. Artur Mkrtchyan a fost ales președinte al regiunii Nagorno-Karabah în urma alegerilor parlamentare din 28 decembrie 1991. La 2 ianuarie 1992, președintele Ayaz Mutallibov al Azerbaidjanului a plasat regiunea Nagorno-Karabah sub controlul prezidențial direct, iar Nagorno-Karabah și-a declarat oficial independența față de Azerbaidjan la 6 ianuarie 1992.
Declarația a fost respinsă de Azerbaidjanul independent, ceea ce a dus la izbucnirea unui război pe scară largă cu Armenia și Nagorno-Karabah pe de o parte și Azerbaidjan pe de altă parte. Primul Război Nagorno-Karabah s-a încheiat cu o încetare a focului în mai 1994, forțele armene controlând practic întregul teritoriu al fostei Oblast Autonome Nagorno-Karabah, precum și majoritatea celor șapte districte adiacente ale Azerbaidjanului.  Potrivit UNHCR, conflictul a dus la peste 600.000 de persoane strămutate în interiorul Azerbaidjanului.

### Independență de facto postbelică (1994–2020)
Republica Arțah a devenit o țară independentă de facto, deși strâns integrată cu Armenia, în timp ce teritoriul său a rămas recunoscut internațional ca parte a Republicii Azerbaidjan. Profesorul Matt Qvortrup a considerat ipocrit faptul că țările Europei de Vest au recunoscut cu ardoare succesiunea mai multor state din Iugoslavia, ignorând legile integrității teritoriale, dar în același timp nu și-au manifestat același interes pentru referendumul din Nagorno-Karabah, remarcând „practica referendumurilor de independență se datorează aparent mai mult interesului național decât aderării la principiile jurisprudenței”.
Luptele intermitente asupra regiunii au continuat după încetarea focului din 1994, fără modificări teritoriale semnificative, în timp ce încercările de mediere internațională de lungă durată de a crea un proces de pace au fost inițiate de Grupul OSCE de la Minsk în 1994.

### Al doilea război din Nagorno-Karabah și victoria Azerbaidjanului
La 27 septembrie 2020, au izbucnit lupte între Armenia și Azerbaidjan pentru controlul Arțahului, care a provocat moartea a mii de persoane. De la sfârșitul lunii septembrie 2020 până în noiembrie, lupte semnificative au fost reluate și Azerbaidjanul a recucerit teritorii, în principal în partea de sud a regiunii, precum și orașul strategic Șuși. Un acord de încetare a focului semnat la 10 noiembrie 2020 între Armenia, Azerbaidjan și Rusia a declarat încetarea luptei și a stabilit că Armenia se va retrage din teritoriile ocupate rămase din jurul Nagorno-Karabah în cursul lunii următoare. Acordul include prevederi pentru desfășurarea unei forțe ruse de menținere a păcii în regiune, președintele rus Vladimir Putin declarând că acordul de încetare a focului va „crea condițiile pentru o înțelegere pe termen lung”.
În decembrie 2022, un grup de azeri care pretindeau că sunt activiști de mediu au blocat coridorul Lacin, singurul drum care leagă Nagorno-Karabah de Armenia și lumea exterioară. La 23 aprilie 2023, forțele azere au instalat un punct de control pe coridorul Lacin. Blocada a dus la o criză umanitară pentru populația din Arțah; importurile de bunuri esențiale au fost blocate, precum și convoaiele umanitare ale Crucii Roșii și ale forțelor ruse de menținere a păcii, izolând cei 120.000 de rezidenți ai regiunii. Traficul limitat a fost efectuat de forțele ruse de menținere a păcii și de Comitetul Internațional al Crucii Roșii pentru a transporta pacienții care aveau nevoie de îngrijiri medicale și pentru a furniza provizii umanitare. Cu toate acestea, începând cu 15 iunie 2023, Azerbaidjanul a intensificat blocada, blocând orice trecere a alimentelor, combustibilului și medicamentelor de la Crucea Roșie și trupele ruse de menținere a păcii prin coridorul Lacin.
La 19 septembrie, Azerbaidjanul a lansat o ofensivă militară. A doua zi, guvernul Republicii Arțah a fost de acord să se dezarmeze și a intrat în vigoare încetarea focului. Negocierile inițiale dintre reprezentanții comunității armene din Karabakh și Guvernul Azerbaidjanului au avut loc la 21 septembrie la Ievlah pentru a discuta despre securitate, drepturi și „integrare”. Discuțiile, care au durat două ore, s-au încheiat fără un acord oficial, totuși o declarație a președinției azere a spus că sunt „constructive și pozitive” și că negocierile ulterioare vor continua. La 24 septembrie, a început o evacuare în masă a civililor armeni, temându-se de persecuție și de curățare etnică dacă aceștia ar fi rămas. O a doua rundă de negocieri între reprezentanții armenilor din Nagorno-Karabah și Azerbaidjan a avut loc la Hodjalî pe 25 septembrie, unde au fost discutate chestiuni umanitare. O a treia întâlnire a avut loc la Ievlah la 29 septembrie.
La 28 septembrie, președintele Arțahului, Samvel Șahramanyan, a semnat un decret prin care se prevede că toate instituțiile statului vor fi dizolvate până la 1 ianuarie 2024, punând capăt existenței republicii.

## Galerie de imagini

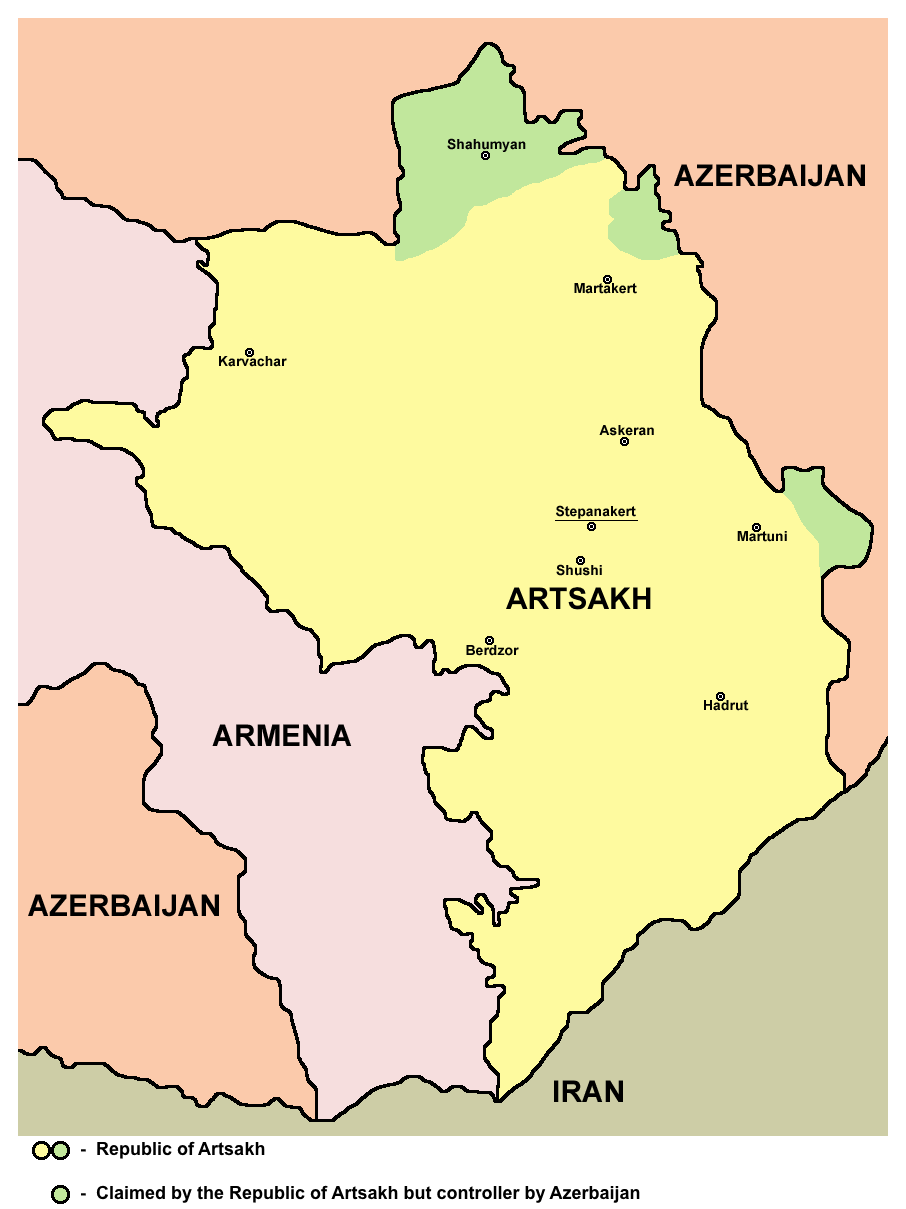
Teritoriul Arțahului între 1994 și 2020 (cu galben).
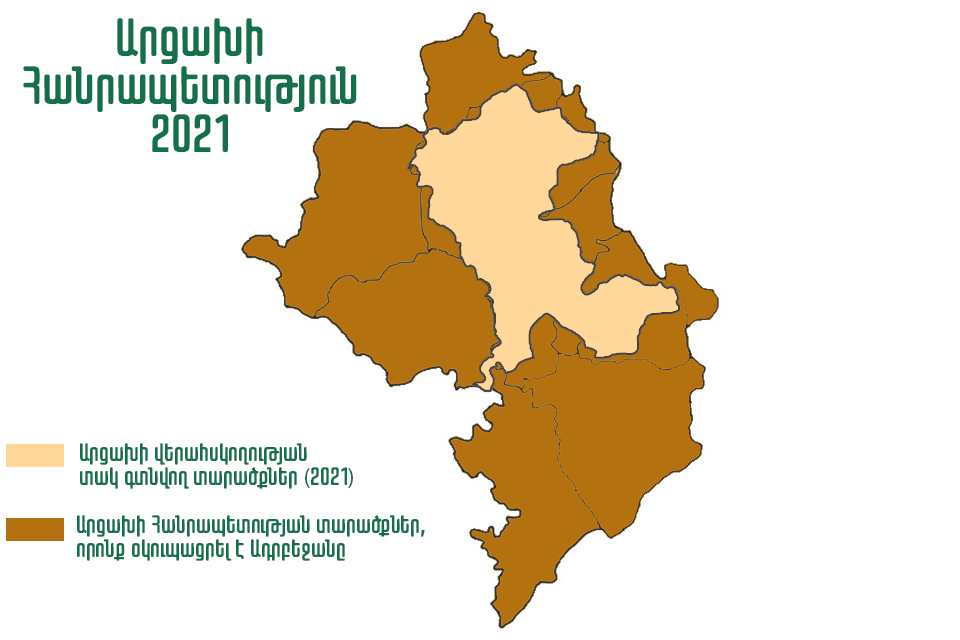
Teritoriul Arțahului din 2021 (cu maro-deschis).
Teritoriul rămas după 2020 cu maro-deschis.
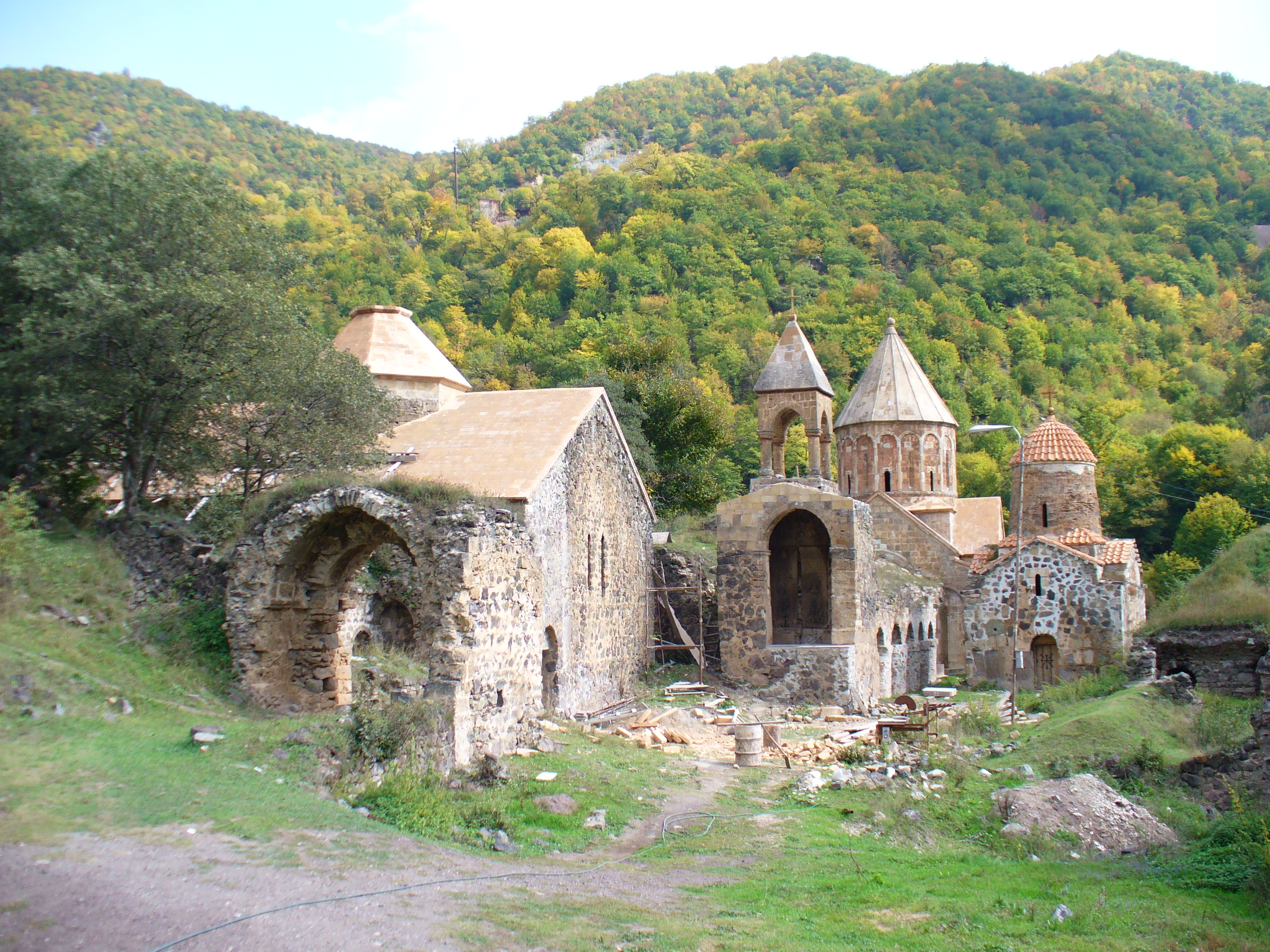
Mănăstirea Dadivank
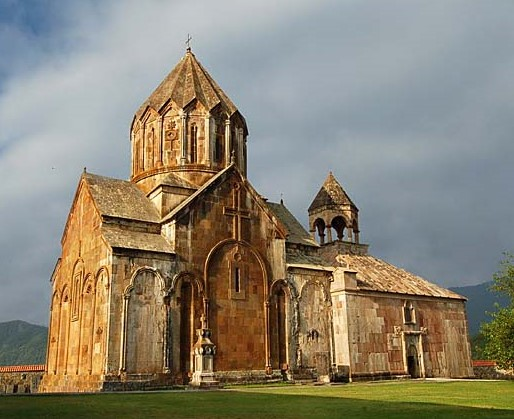
Mănăstirea Gandzasar
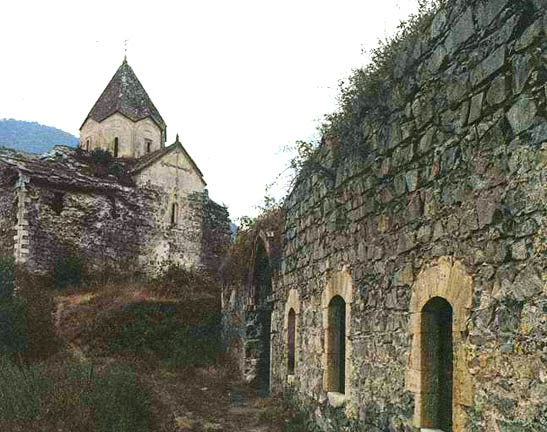
Mănăstirea Yerits Mankants
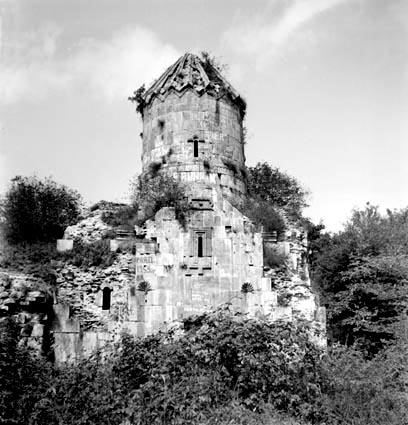
Mănăstirea Gtichavank
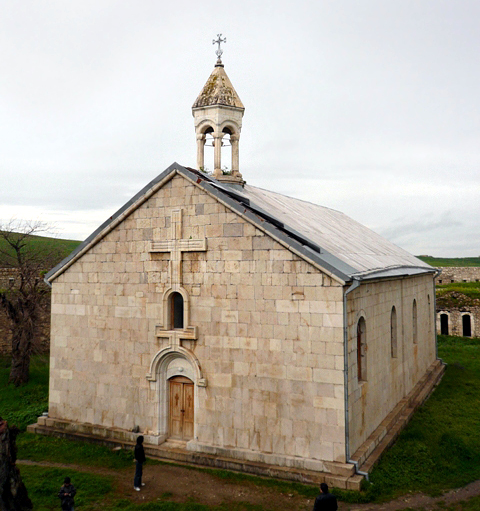
Biserica Amaras
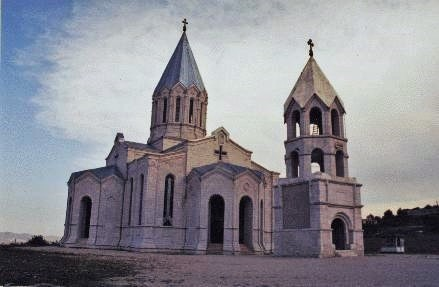
Catedrala Ghazanchetsots
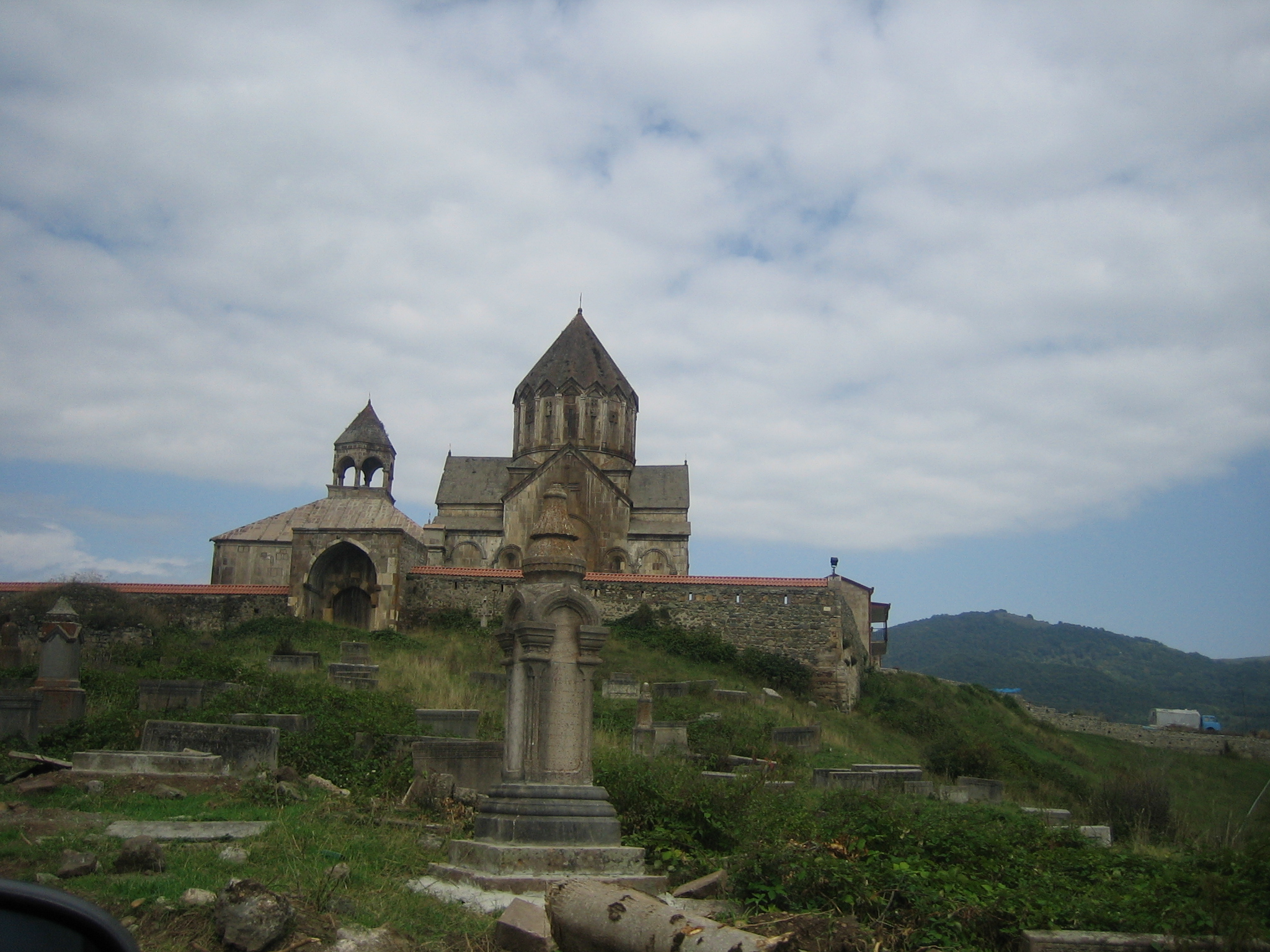
Complexul monahal Gandzasar
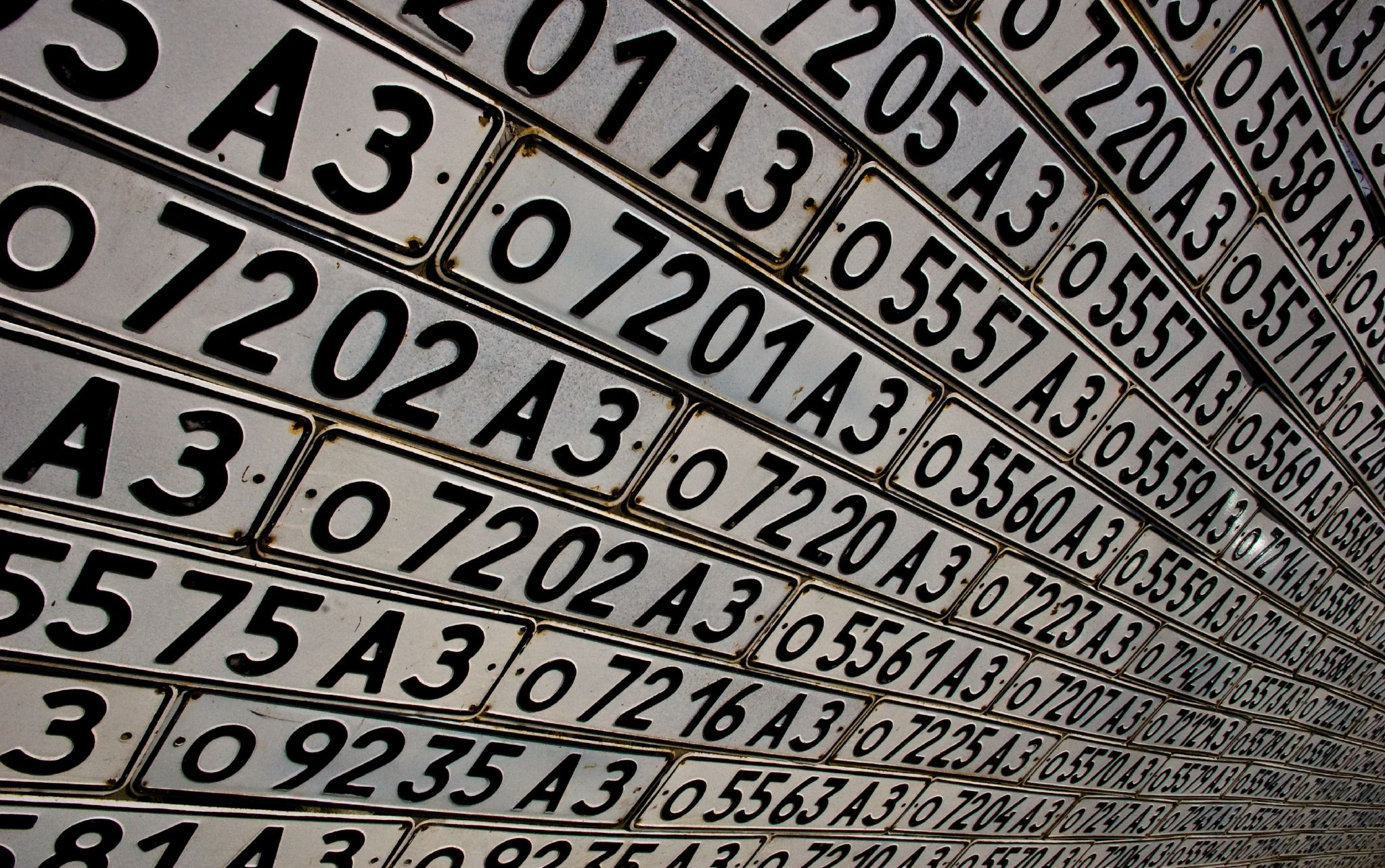
Gard format din mii de plăcuțe de înmatriculare azere din epoca sovietică.
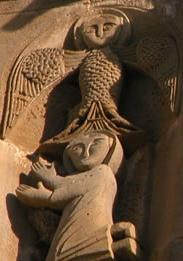
Mamkan, regina Principatului Khachen și prințesa Baghk. Basorelief din Mănăstirea Gandzasar, secolul al XIII-lea